# (9209) 1994 UK1
1994 يو كي 1 (ويعرف أيضًا باسم (9209) 1994 يو كي 1 وفق تسمية الكوكب الصغير) (بالإنجليزية: 1994 UK1)‏ هو كويكب ضمن حزام الكويكبات؛ وترتيبه 9209 من حيث الاكتشاف.
اكتُشف هذا الجُرم الفلكي بواسطة هيروشي كانيدا في 25 أكتوبر 1994.

## وصلات خارجية
- (9209) 1994 UK1 في قاعدة بيانات مختبر الدفع النفاث لأجرام النظام الشمسي الصغيرة

- الاكتشاف · مخطط المدار ·  العناصر المدارية · المعلمات المادية

- (9209) 1994 UK1 على موقع ويكي سكاي: DSS2, SDSS, GALEX, IRAS, Hydrogen α, X-Ray, Astrophoto, Sky Map, Articles and images